# Téléphérique de Mérida
Le téléphérique de Mérida (Teleférico de Mérida en espagnol) est un téléphérique situé à Mérida au Venezuela. Il est constitué de quatre tronçons et relie la ville de Mérida au Pico Espejo situé à proximité du Pico Bolívar, sommet culminant du Venezuela. Avec une altitude maximale de 4 765 mètres, c'est le plus haut téléphérique du monde. Il est aussi le plus long téléphérique au monde en plusieurs tronçons avec une longueur de 12,5 km.  Après avoir fermé pour rénovation en 2008, le téléphérique est de nouveau ouvert en 2016,.

## Historique

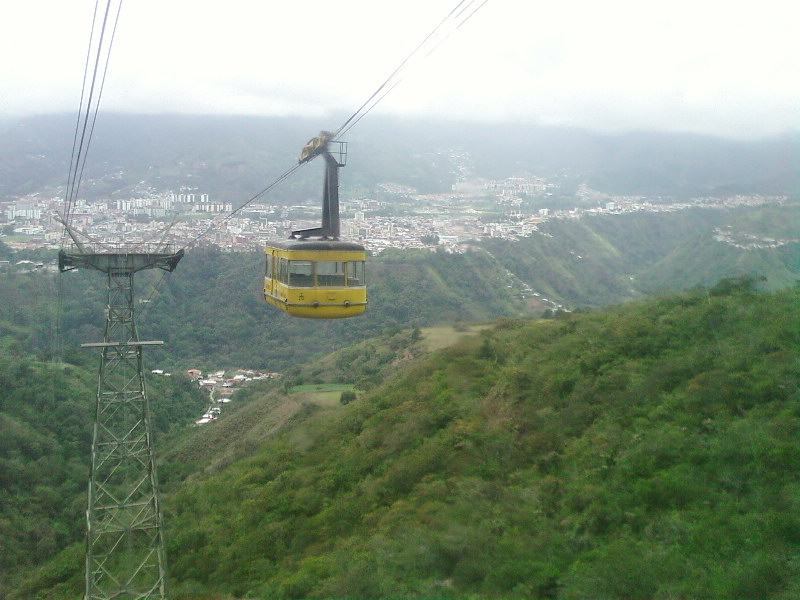
Cabines de l'ancien téléphérique sur le premier tronçon.

En 1952, le Club Andin Vénézuélien lance le projet de téléphérique qui avait pour but de faciliter l'ascension des touristes aux sommets de la Sierra Nevada. Après que l'idée fut approuvée par le gouvernement, les études topographiques sont réalisées en 1955. C'est la société française de remontées mécaniques Applevage qui s'occupa de la construction du téléphérique. Le chantier démarre en 1956, la première cabine est livrée le 8 novembre 1957 puis le téléphérique est finalement inauguré en mars 1960.
Le téléphérique de Mérida assura son rôle sans interruption pendant près de 50 ans
Ce n'est qu'à partir de 2008 qu'il fut décidé de fermer provisoirement le téléphérique. L'installation commençait à vieillir sérieusement et nécessitait une grande rénovation. Les travaux furent confiés à la société autrichienne de remontées mécaniques Dopplemayr. La réouverture complète initialement prévue pour 2012 eu finalement lieue le 7 octobre 2016, soit 8 ans après la fermeture de l'ancienne remontée. Le téléphérique adopte un nouveau nom: Teleférico Mukumbarí.

## Description de la ligne
Le téléphérique de Mérida est un téléphérique à va-et-vient constitué de 4 tronçons, soit 5 stations. La remontée possède au total 8 cabines (soit 2 par tronçon) et la vitesse moyenne sur chacun des tronçons est de 5 m/s (18 km/h).
Au fur et à mesure que le téléphérique monte, celui-ci traverse une multitude de paysages qui évoluent de la forêt tropicale aux glaciers et la température peut descendre de 20 °C.  
Station Barinitas
C'est la station aval du téléphérique. Elle est située en face de la Plaza Las Heroínas à Mérida et son altitude est de 1577 mètres. Cette station dispose de caisses pour les tickets, de boutiques ainsi qu'un lieu d'exposition. Elle fut entièrement rénovée entre 2008 et 2016.
Le premier tronçon du téléphérique est le plus long avec une longueur de 3453 mètres, une dénivelée de 859 mètres et survole le Río Chama ainsi que la forêt tropicale. Le temps de montée est de 12 minutes.
Station La Montaña :
C'est la première station intermédiaire du téléphérique. Elle située au milieu de la forêt à 2436 mètres d'altitude et offre un premier panorama sur la ville de Mérida ainsi que sur la vallée du Río Chama.
Le second tronçon est long de 3289 mètres et possède la plus grande dénivelée qui est de 1016 mètres. Il survole la partie haute de la forêt tropicale. Le paysage forestier se transforme progressivement en paysage constitué de landes lié à la haute altitude.
Station La Aguada

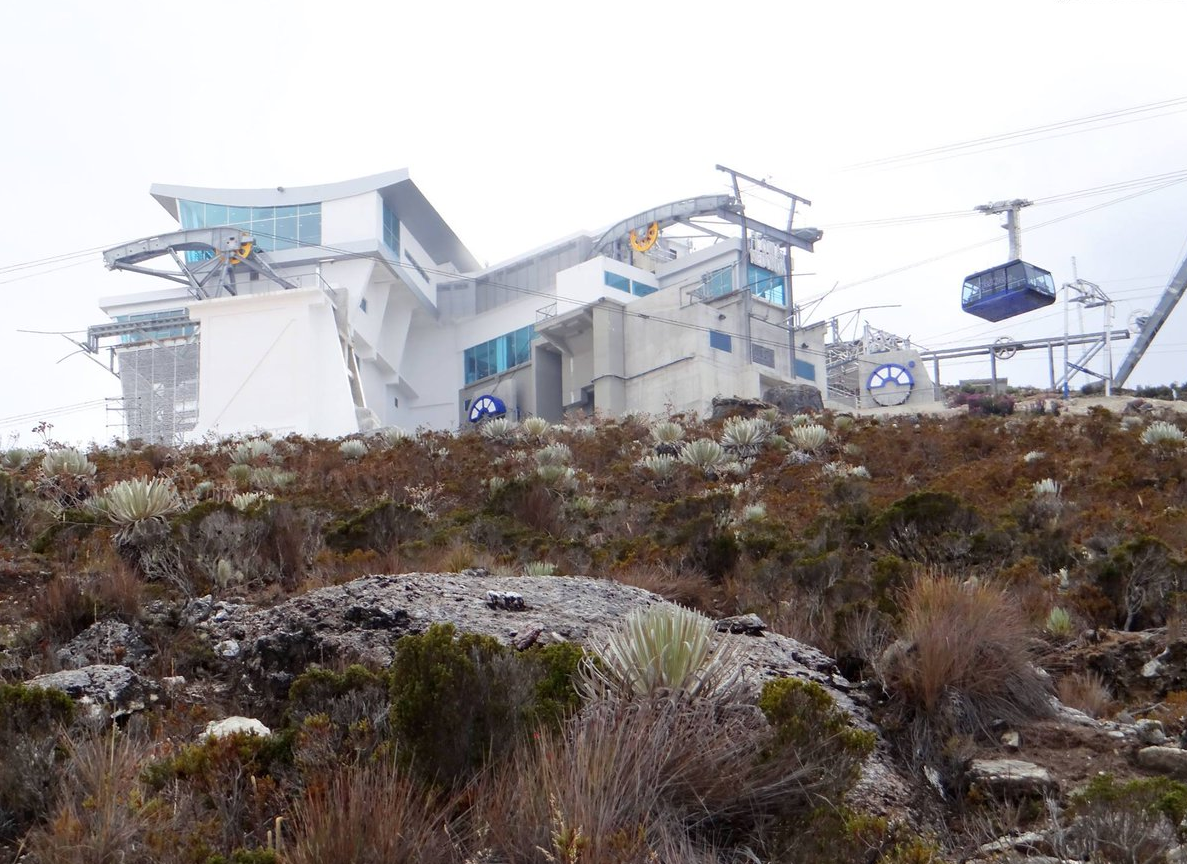
Vue sur l'une des trois stations intermédiaires.

C'est la seconde station intermédiaire du téléphérique. Elle est située à 3452 mètres d'altitude au niveau de la lande.
Le troisième tronçon est long de 2775 mètres avec une dénivelée de 593 mètres. La végétation devient plus rare et est essentiellement constituée d'espeletias, plantes endémiques aux hauts plateaux andins.
Station Loma Redonda
C'est la troisième station intermédiaire du téléphérique ("loma redonda" signifie "colline ronde" en espagnol). Elle est  située à 4045 mètres d'altitude.
Le quatrième tronçon est long de 3071 mètres avec une dénivelée de 720 mètres. Il survole des paysages avec une végétation quasiment absente avec l'apparition  de glaciers, de lacs gelés ainsi que de la neige.
Station Pico Espejo

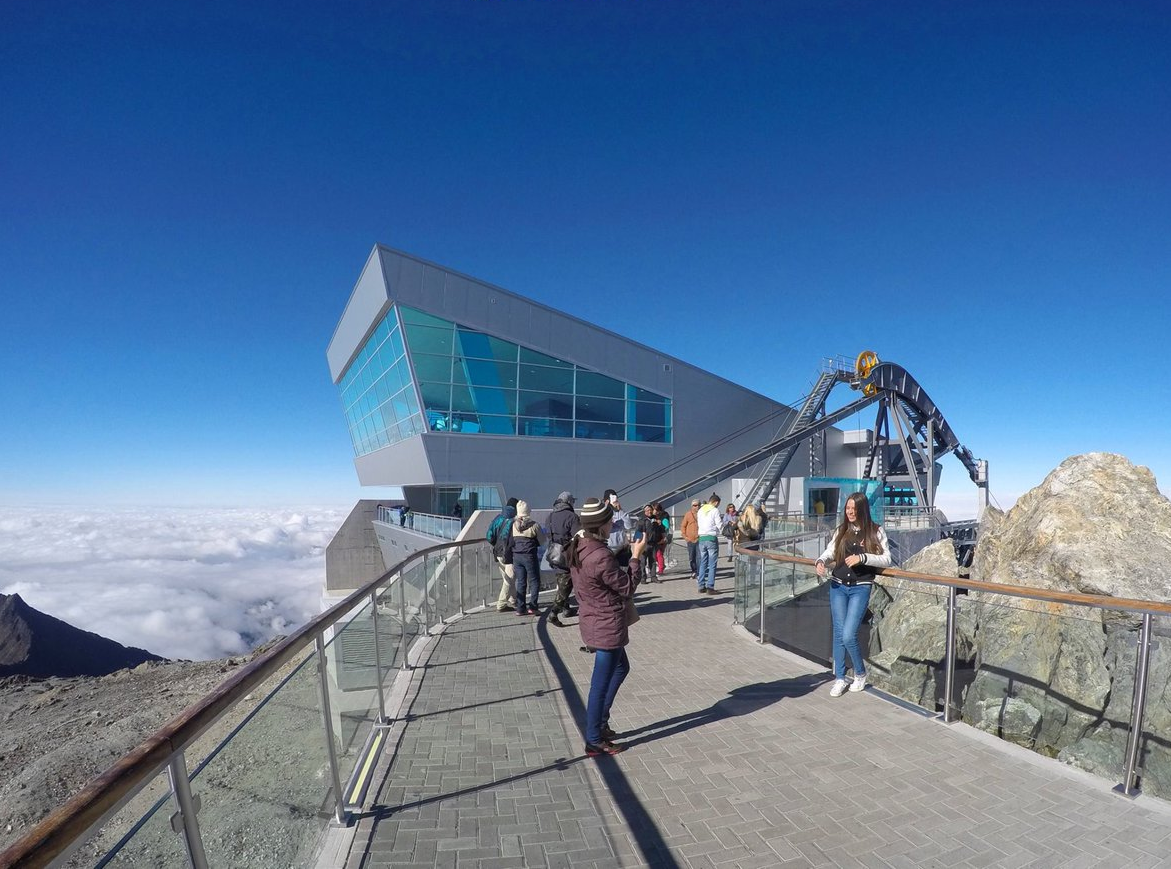
Station amont Pico Espejo à 4765 mètres d'altitude.

C'est la station amont du téléphérique ainsi que la plus haute station de téléphérique au monde. Elle est située au sommet du Pico Espejo à 4765 mètres d'altitude. Les visiteurs peuvent ainsi profiter de l'immense panorama sur Mérida et les Andes vénézuéliennes. A cause de son altitude très élevée, l'oxygène devient rare et la température est en moyenne de 5 °C, la neige y est présente en quasi permanence. La station est située à proximité du Pico Bolivar, sommet le plus élevé du Venezuela avec une altitude de 4978 mètres, mais il faut compter 6 heures de marche pour y accéder. Une vierge est présente juste à côté de la station.